# SBB RBDe 560
Az RBDe 560 sorozat és alváltozatai az RBDe 561 és az RBDe 562 Svájci Szövetségi Vasutak (SBB)  előváros motorkocsijai. Az RBDe 566-osok a Thurbo járművei. Ezek a sorozatok az NPZ (Neue Pendelzug – új ingavonat)-vonatok motorkocsijai.

## Közös jellemzők

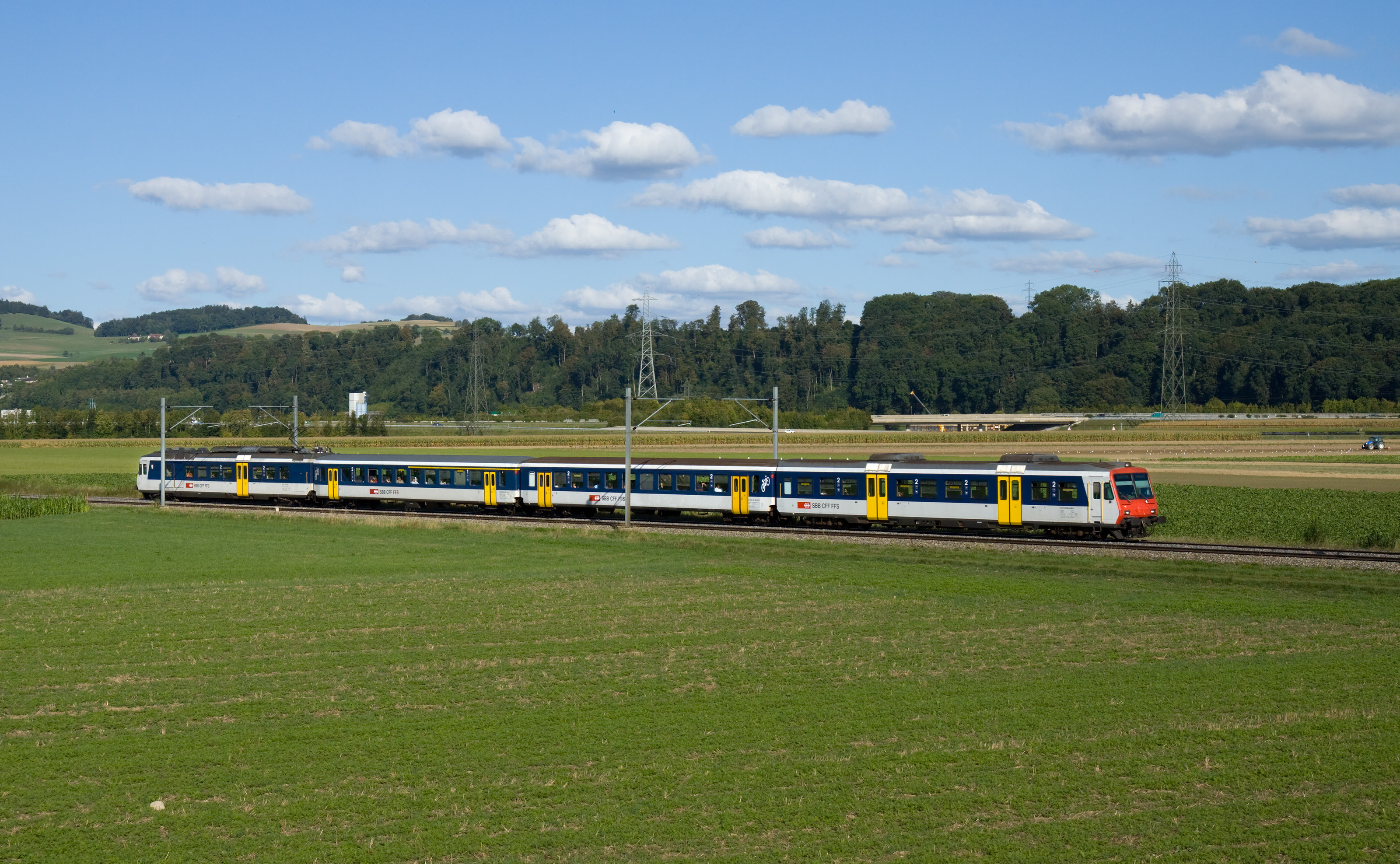
REV S1-ként közlekedő NPZ Yverdonnál

A motorkocsik négy prototípusát rendelték meg 1981-ben a hozzájuk tartozó vezérlőkocsikkal (Bt), melyek 1984-ben készült el és az akkor érvényes számozási rendszer szerint az RBDe 4/4 sorozatjelet és a 2100–2103 pályaszámokat kapták. Mind a négy szerelvény eltérő színezéssel készült, egyik közülük a sorozatjárművekre is átvett változat (fehér-kék kocsiszekrény, sárga ajtók és vörös figyelmeztető homlokfelületek. Ezek a járművek az eddig használt zöld színezéshez képesti jelentős tarkaságuk miatt a "Kolibri" becenevet kapták. A prototípusokat 80 sorozatjármű követte (80 db motorkocsi és 80 db vezérlőkocsi), néhány évvel később pedig további 42 utánrendelt jármű követte őket. Ehhez jön még 6 db, az SBB-n keresztül a PBr és az MThB részére megrendelt jármű, valamint további 6 db csatlakozó megrendelésként a SOB és az osztrák Montafonerbahn(MBS)  részére. Így 1996-ig összesen 134 sorozatjármű (illetve szerelvény) szállítására került sor.
A szerelvényeket az RBDe 560 sorozatú motorkocsikkal és a hozzá tartozó vezérlőkocsikkal NPZ (Neue Pendelzug – új ingavonat) projektnévvel szerezték be, s az NPZ rövidítés végül gyűjtőnévként rajtuk ragadt. Költségtakarékossági okokból új mellékkocsik (közbenső kocsik) beszerzésétől eltekintettek, ehelyett átépített EW I és EW II (Einheitswagen-egységkocsi) személykocsikat soroztak a vonatokba.
Szinte mindegyik RBDe 560-as saját nevet is kapott: leginkább az NPZ-k által bejárt vonalakon található kisebb települések nevét és címerét elhelyezték rajtuk.

## Különleges színtervek

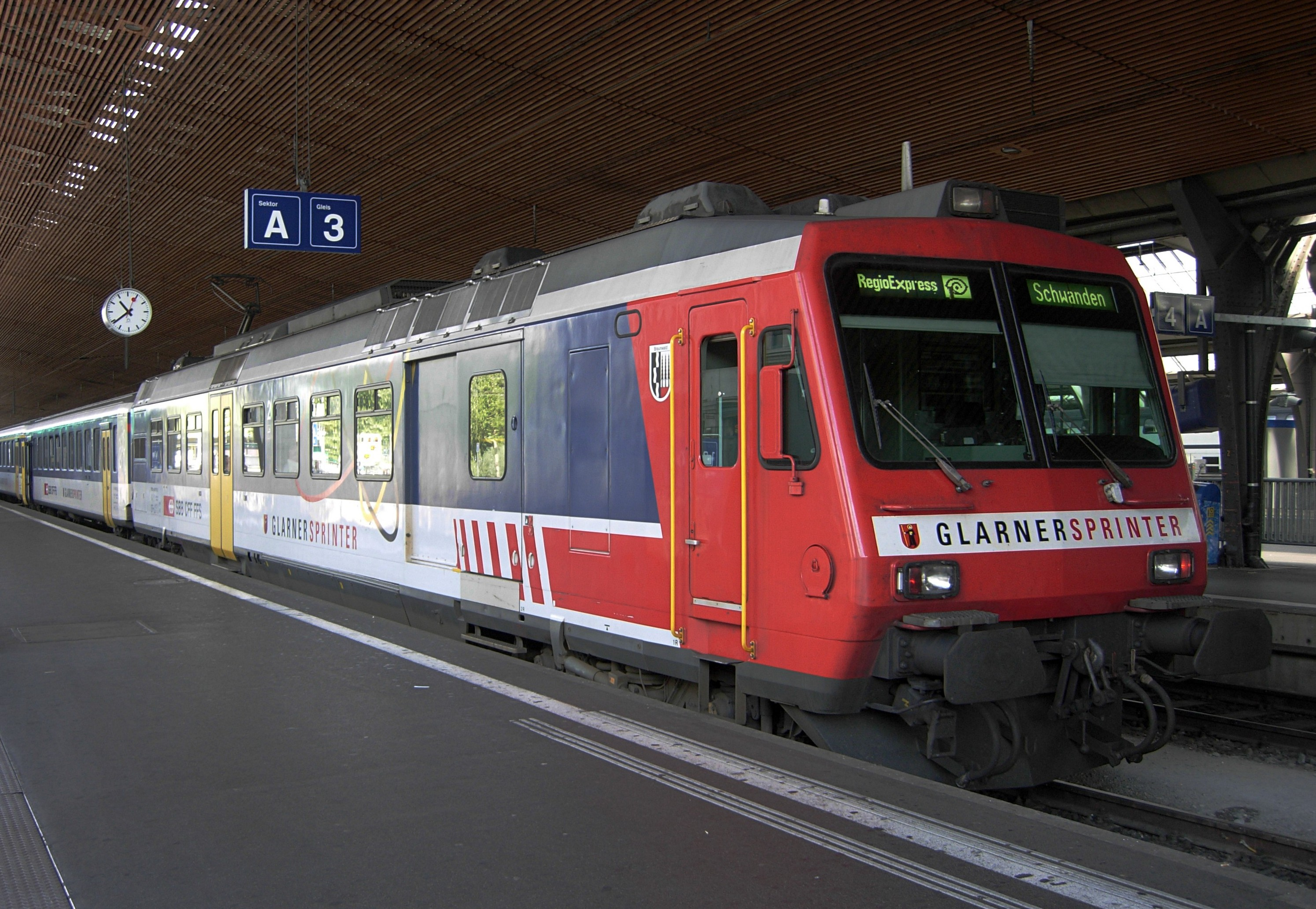
NPZ a Glarner Sprinterként Zürichben

Alapvetően a fent említett színterv van még ma is használatban. Az utolsó utángyártási szériában (RBDe 560 100–) az eddig röviddel a vezetőfülke előtt végződő kék ablaksávot egészen vezetőfülkéig meghosszabbították. Ezen kívül számos járművet láttak el a különböző S-Bahn-ok matricáival S-Bahn Bázel, S-Bahn Bern, Ostwind, Réseau express vaudois stb.). A matricákat minden esetben a vezetőfülkénél lévő oldalfelületen helyezték el.
A Tessinben TILO-ként ("Ferrovia Ticino–Lombardia") közlekedő motorkocsikról a szokásos SBB-jelvényeket eltávolították és "TILO" feliratot helyeztek el az ablak fölött. Az SBB és a Trenitalia jelvényeit csak kis méretben tüntették fel.
A Glarner Sprinter részére két motorkocsinál (560 120 és 560 123) az SBB-logó mellé megfelelő feliratokat és a vezetőfülkénél különleges színezést alkalmaztak.
13 db NPZ szerelvényt időközben a RegionAlps-hoz osztottak be.

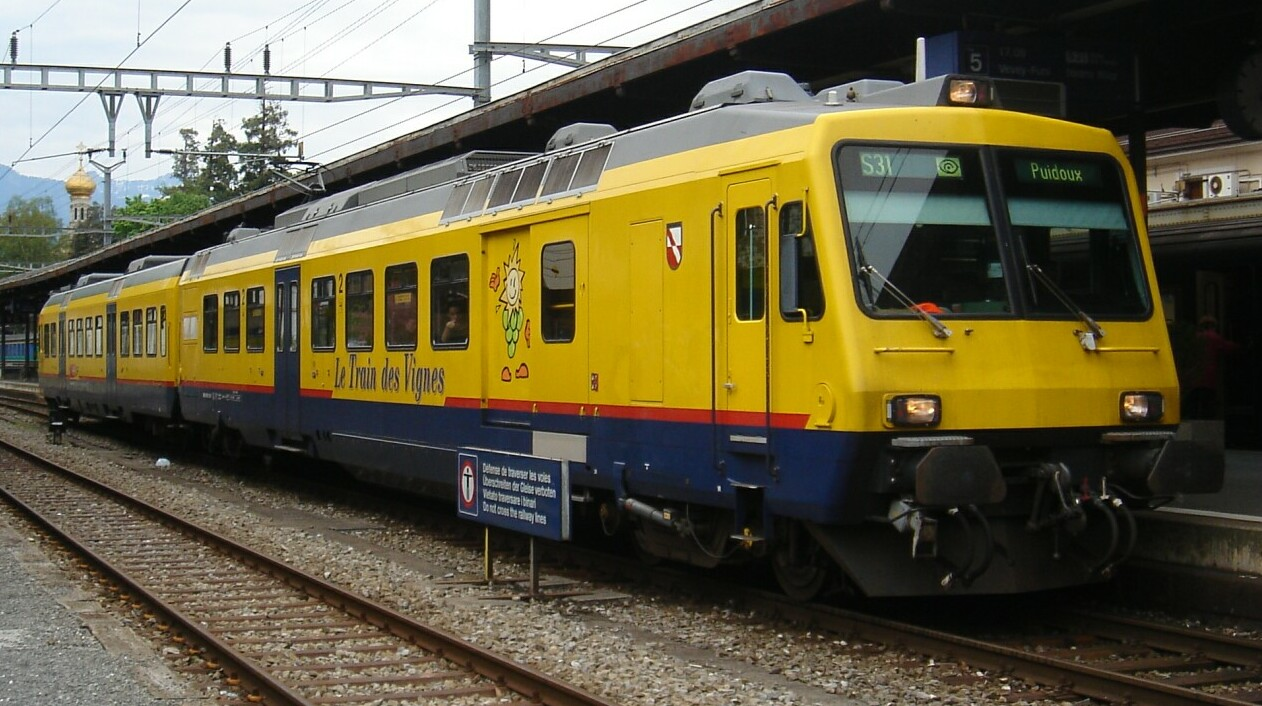
Train des Vignes Vevey-ben, 2005. május 6.

Az RBDe 560 131 és a hozzá tartozó Bt 29-35 931 egy egyedi "Train des Vignes"-színezést és leszállási széndékot jelző nyomógombokat kapott. Ez a vonat leszállítása óta Vevey és Puidoux-Chexbres között közlekedik. Javítások idején a RBDe 560 132 és Bt 29-35 932 pótolja őket, melyeket ugyancsak felszereltek leszállásjelzővel, de fényezésük a normál "Kolibri"-sémát követi.

## Korszerűsítése
20 évnyi forgalom után az első motor- és mellékkocsik átfogó főjavításhoz közelednek. Az EW I és EW II kocsik pedig elérik a 40. évüket, ezért sem a mai komfortkövetelményeknek nem felelnek meg, sem gazdaságosan nem üzemeltethetők tovább, így ezek selejtezésre kerülnek. A korszerűsítés középpontjában új építésű, alacsony padlós, légkondicionált mellékkocsik beszerzése áll, melyekre közbeszerzési eljárást folytattak le.
A 130 db SBB-szerelvény (eredetileg 126 db + 4 db a Thurbótól átvett) öt alsorozatba tartozik. A négy NPZ-prototípus (560 000-003), 110 db NPZ-sorozatjármű (560 004-083, 100..132), 6 db Wiesental-NPZ (561 000–005), 6 Mulhouse-NPZ (562 000–005) és 4 db Thurbo-NPZ (561 171–174). A korszerűsítésből két alsorozatot, összesen 10 járművet zárnak ki, egyrészt a kétfrekvenciás NPZ-ket, melyeknél minden átalakítás körülmény franciaországi engedélyeztetéssel járna, másrészt a négy prototípust, mivel azok a sorozatjárművektől számos ponton eltérnek.
Az SBB korszerűsített NPZ-flottája 120 db egymáshoz egységesített szerelvényből áll majd, melyekből várhatóan továbbra is kettőt a "Glarner Sprinter" és 13-t az SBB-leány RegionAlps részére tartanak fenn. Utasoldalról említésre méltó a klímaberendezés beépítése, az utastájékoztató rendszer és a video-figyelőrendszer alkalmazása, az ülések és a padlóburkolat cseréje, a vakok és gyengénlátók részére feliratok elhelyezése az ajtónyitó gombokon, valamint minden NPZ-be beszerelik a leszállásjelzőket.
Üzemeltetési szempontból újdonság a motor- és vezérlőkocsikból és a közéjük kapcsolt új mellékkocsikból képzett félállandó törzsingavonat. Műszakilag három..hatrészes törzsingavonatok képzésére van lehetőség a közlekedés helyétől, alapkihasználtáságtól, pályaviszonyaitól és a megrendelő igényeitől függően. Egy háromrészes törzsingavonat 75 m hosszú és megfelel egy FLIRT-motorvonatnak. A regionális forgalomban elterjedt 150 m-es peronhossz mellett így szükség esetén két összekapcsolt háromrészes törzsszerelvény alkalmazható, míg csúcsidőn kívül egy szerelvény is elégséges.
Korszerűsítésre kerül még a járművezérlés is.
A korszerűsítés az Industriewerk Yverdon végzi és 2013-ig fejeződik majd be.
A korszerűsített járművek az SBB-nél a "Domino" típusnevet kapják.
A négy prototípusra az SBB részben már vevőt talált részben előrehaladott tárgyalásokat folytat. Már a 2007. évi menetrendváltástól az egyik prototípus a Oensingen-Balsthal-Bahn-hoz (OeBB) egy másik a Montafonerbahnhoz (MBS)  kerül. Várhatóan 2008 közepén egy további példány kerül az MBS-hez, a negyedik példányra pedig Chemins de fer du Jura (CJ) tart igényt.

### Alacsony padlós mellékkocsik
Az SBB 180 db alacsony padlós mellékkocsira (+100 db-ra opcióként) írt ki tendert. Két, műszakilag egyenértékű ajánlat érkezett, egyik a Bombardier Transportation (Schweiz) und Stadler Rail részéről és a választás a kismértékben kedvezőbb ajánlati ár miatt a Bombardier ajánlatára esett. Egyelőre 140 kocsit rendeltek meg, az első opció 48, a második további 100 db-ra szól.
A kocsik három változatban készülnek AB-kocsi (WC-vel), B-kocsi (WC-vel), B-kocsi (WC nélkül). Mivel a motor- és vezérlőkocsik csak másodosztályúak, így minden vonatba soroznak majd AB kocsit. A csak másodosztállyal közlekedő regionális vonatba WC-vel rendelkező B-kocsit soroznak majd. WC-nélkül B-kocsit főleg olyan négyrészes vonatokba sorolnak majd, ahol a WC-nélkül vonat nem szokatlan.
A kocsik a forgóvázak felett 3-3 magas padlós ülésszakasszal rendelkeznek, közöttük oldalanként két ajtó és négy ablakmező van az alacsony padlós részen. Ez utóbbiban másodosztályú ülőhelyek, többcélú terek és kiviteltől függően WC-k lesznek. A magas padlós részen 1 vagy 2 db 24 ülőhelyes 2. osztályú rész és 0 vagy 1 db 18 ülőhelyes 1. osztályú szakaszt alakítanak ki.

## (Al-)változatok

### RBDe 561
6 db RBDe 560-ast (105, 127–128, 133–135) építettek át gyors ütemben 2003-ban, németországi üzemre alkalmassá téve, RBDe 561 (000–005) sorozatjellel, a Wiesentalbahn forgalmának ellátására. Miután a németországi forgalomra alkalmas RABe 521 (Stadler FLIRT) sorozatból 10 db-ot a Wiesentalbahnra osztottak be, a hat RBDe 561-est 2006 májusától a Regio-S-Bahn Bázel svájci vonalaira vonták vissza, így újra RBDe 560-asként közlekednek. Ennek ellenére a vonatokon meghagyták a német ZF 90-es rádiót és a felszállóajtók alsó része az RBDe 562-essel azonos módon be van húzva.

### RBDe 562
6 db RBDe 560-ast (136–141) alig egy évvel kiszállításuk után, 1997 elején a Bázel és Mulhouse közötti nemzetközi forgalom ellátására kétfrekvenciás járművekké építették át. Ezek a franciaországi forgalomra alkalmas járművek az RBDe 562 (000–005) sorozatjelet kapták és a 15 kV 16.7 Hz-es (SBB) hálózaton kívül, a 25 kV 50 Hz-en (SNCF) is üzemelhetnek. A járművek ajtajait az eltérő szerkesztési szelvény miatt a francia peronmagassághoz kellett igazítani.

### MThB RBDe 566
A Seehas-vonal kiszolgálására a Mittelthurgaubahn (MThB) 1993-ban 4 db, gyártásban lévő NPZ-szerelvény (motorkocsi és vezérlőkocsi) átvételéről állapodott meg az SBB-vel. Az utángyártott szériából (1994–1996) kapta az MThB 1994-ben az RBDe 566 631–634 pályaszámú járműveket, melyek az SBB 9.-12. motorkocsija lett volna. Ezzel egyidejűleg az SBB 4 db-bal növelte a megrendelsét.
Az  MThB-NPZ-ket az MThB csődje után az átvette az utód Thurbo és az eredeti felhasználási helyén üzemeltette tovább őket. 2006 elejétől 9 új Stadler FLIRT (RABe 526 651–659) vonatot szereztek be a Seehas-vonalra, így az NPZ-k feleslegessé váltak így a négy motorkocsi a négy vezérlőkocsival 2006 júliusában az SBB-hez került. Az SBB-dizájn szerinti homlokúra átfestett és SBB-logós vonatok RBDe 561 171–174/AB 30-35 671–674/Bt 29-35 971–976 számon a luzerni S-Bahnon közlekednek. Ezeket a járműveket is bevonják az SBB NPZ-korszerűsítési programjába.

### SOB RBDe 566

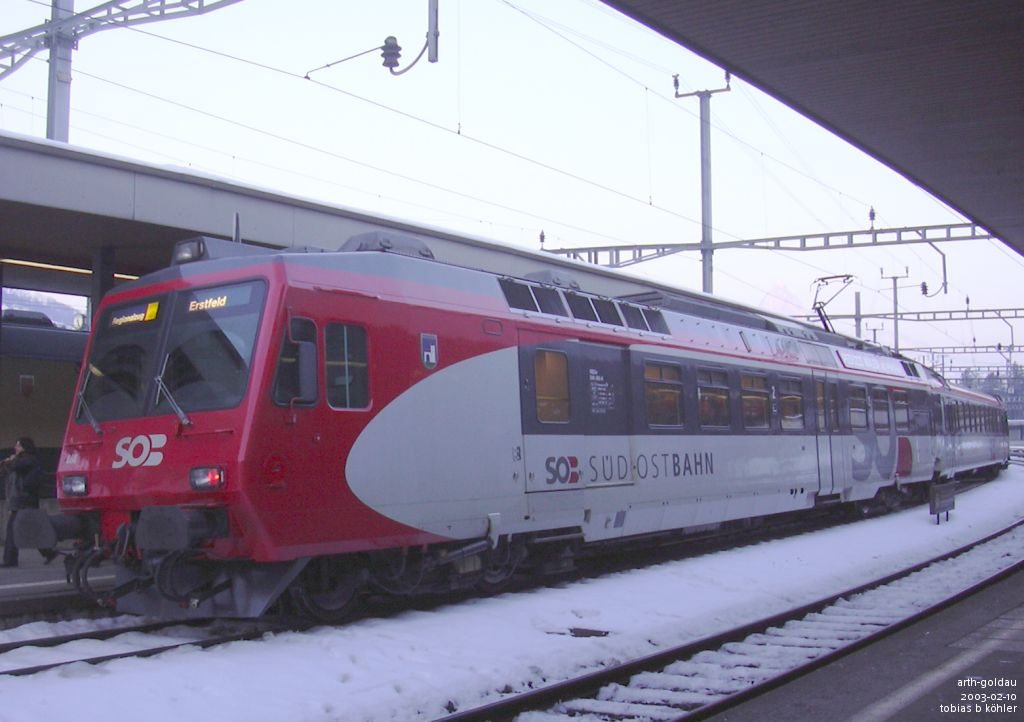
A SOB RBDe 566-osa Arth Goldauban

A Schweizerische Südostbahn (SOB) ugyancsak beszerzett 4 db kétrészes NPZ-szerelvényt, mely az SBB utángyártott szériájának felel meg és 1995-ben kerültek kiszállításra. A SOB egyáltalán nem használ mellékkocsit, így a vezérlőkocsikat ABt-kivitelben, azaz 1. osztályú szakasszal rendelte meg. Az RBDe 566 400–403, illetve jelenleg 566 077–080 pályaszámú motorkocsik az SBB-kivitellel teljesen azonosak.
A régi SOB-nak a Bodensee-Toggenburg-Bahn-nal (BT) az új Südostbahn AG-vá (SOB) történő egyesülése után az NPZ-k új színterv szerinti festést kaptak 2003-ig bezárólag. Azóta ezek az új SOB teljes hálózatán közlekednek.

### PBr RBDe 568
A Chemin de fer Pont-Brassus (PBr) nem rendelkezik saját vontatójárművekkel, hanem az SBB-t bízta meg az üzem vezetésével, mely átmenő forgalomban történik az SBB Vallorbe–Le Pont vonala és a Le Pont–Le Brassus PBr-vonala között.
Az első szérigyártás (RBDe 4/4 2100–2183 (1987–1990)) keretében rendelt az SBB két további kétrészes NPZ-szerelvényt, mely 1989-ben készült el és a PBr-hez került. A motorkocsik az SBB 2149 és 2150 pályaszámú járművei között készültek és az SBB-széria után szorosan következő RBDe 4/4 2184–2185 pályaszámokat kapták. A tulajdonos PBr nevét csak kisméretű feliratokkal tüntették fel. A járművek karbantartását a mai napig is az SBB végzi.
Az 1994-1996-os utángyártásból származó járműveket már az új svájci jelölési rendszer szerint RBDe 560 100-tól számozták és 1996-ban minden RBDe 4/4-et átszámoztak az új szisztéma szerint (RBDe 560 000–). Ekkor a két PBr-tulajdonú NPZ a RBDe 568 384–385 pályaszámokat kapta. A PBr-nek a Chemin de fer Yverdon–Ste-Croix-val (YSteC) 2001 januárjában TRAVYS néven történt egyesülése után mindkét NPZ-szerelvény új színterv szerinti fényezést kapott.
Mindkét TRAVYS-NPZ-t az SBB-vonatokkal azonos módon korszerűsítenek és egy alacsony padlós mellékkocsival egészítik ki.

### Montafonerbahn

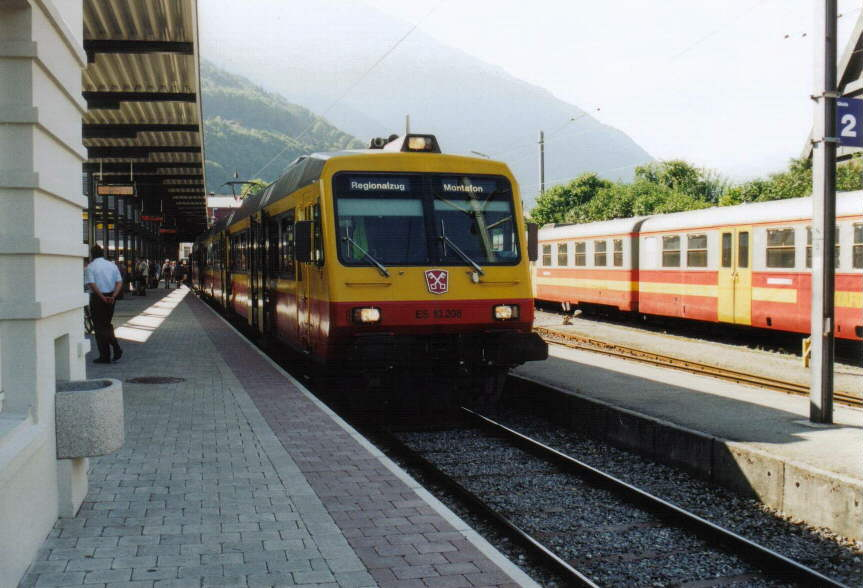
Montafonerbahn NPZ-je Schrunsban (Ausztria)

Az osztrák Montafonerbahn 2 db kétrészes NPZ-szerelvénnyel rendelkezik, az egyik 1990-ben, az SBB 2100–2183 pályaszámcsoportú szériájához csatlakozóan, míg a második 1993-ban az SBB-utángyártás (1994–1996) előtt készült. A motorkocsik pályaszámai: ET 10.107–108, a vezérlőkocsiké ES 10.207–208.

## Rokon sorozatok
Nem azonos, de sok tekintetben rokon az NPZ-kkel a "Privatbahn-NPZ" (magánvasúti NPZ) típus, mely az NPZ elődtípusának tekinthető és különböző svájci magánvasutak birtokolnak belőlük sorozatokat: BLS RBDe 565 és BLS RBDe 566 II, TPF-TRN RBDe 567 és SOB RBDe 566.